# Cuco Martina
Rhu-endly Aurelio Jean-Carlo Martina (Róterdam, Países Bajos, 25 de septiembre de 1989), también conocido como Cuco Martina, es un futbolista curazoleño que juega de defensa en el SV Victory Boys de la Liga de Curazao Primera División.

## Clubes
| Club                      | País         | Año       |
| ------------------------- | ------------ | --------- |
| RBC Roosendaal            | Países Bajos | 2008-2011 |
| RKC Waalwijk              | Países Bajos | 2011-2013 |
| F. C. Twente              | Países Bajos | 2013-2015 |
| Southampton F. C.         | Inglaterra   | 2015-2017 |
| Everton F. C.             | Inglaterra   | 2017-2020 |
| Stoke City F. C. (cedido) | Inglaterra   | 2018-2019 |
| Feyenoord (cedido)        | Países Bajos | 2019      |
| Go Ahead Eagles           | Países Bajos | 2021-2022 |
| NAC Breda                 | Países Bajos | 2023-2024 |
| SV Victory Boys           | Curazao      | 2025-     |

## Vida personal
Cuco Martina es el hermano menor de Javier Martina, exjugador del AFC Ajax.